# 康慶
康慶（こうけい、生没年不詳）は、平安時代末期 - 鎌倉時代初期の仏師。運慶の父。平重衡の南都焼討（治承4年（1180年））で荒廃した東大寺の復興造仏の中心人物として活躍し慶派の基礎を築いたが、詳しい経歴には不明の部分が多い。

## 経歴

### 生い立ち
康慶の生没年は未詳だが、興福寺を中心に活動した仏師で、奈良仏師の系譜に属する。『養和元年記』に「康朝小仏師」と注記されていることから、南都仏師の正系・康朝の弟子とされる。ただし、正中3年（1326年）の仏師性慶申状に添えられた「奈良方系図」（『阿刀文書』）をはじめ仏師系図では康朝の父・康助の次代と記されている。康助が健在で、康朝がまだ無位であった12世紀半ば頃から単独で造仏を行っていることから、もともと康助の弟子で康助の死後、康朝を手伝って活動したと考えられる。また、事績から単なる弟子筋の仏師ではなく、康助・康朝と何らかの血縁関係にあった可能性がある。

### 事績
仁平2年（1152年）に吉祥天像（現存しない）を制作したことが史料上の初見である。治承元年（1177年）、康慶は後白河法皇の蓮華王院五重塔の造仏の功をもって、法橋の僧位を得た。康慶は、治承4年（1180年）の平重衡の焼き討ちで全焼した、奈良・興福寺の復興造仏に参加し、一門の仏師を率いて、興福寺南円堂の本尊・不空羂索観音像以下の諸仏の造像にあたった。文治5年（1189年）に完成したこれらの像は現存し、康慶の代表作であるのみならず、鎌倉時代彫刻の最初を飾る名品とされている。
康慶は建久5年（1194年）以前に、法橋より一段上の僧位である法眼の位を得ている。建久7年（1196年）、東大寺大仏殿の脇侍像・四天王像の造立に参加したのが史料上確認できる最後の事績である。前述の仁平2年（1152年）の吉祥天像造立からは半世紀近くを経ており、ほどなく没したものと推定されている。

### 弟子と後世への影響
康慶は「慶派」と呼ばれる仏師系譜の基礎を築いた人物で、子に運慶、定覚、弟子に快慶、定慶などがいる。康慶の作品は像の着衣内部の肉身にまで関心が及んでおらず、息子・運慶に比べると彫刻的な才能において一歩劣るとされるが、快慶ら個性豊かな名手たちを育てた他、康慶周辺の逸名仏師とみられる作例が奈良地方には多数存在するなど、鎌倉彫刻の成立に大きな役割を果たした。

## 作品

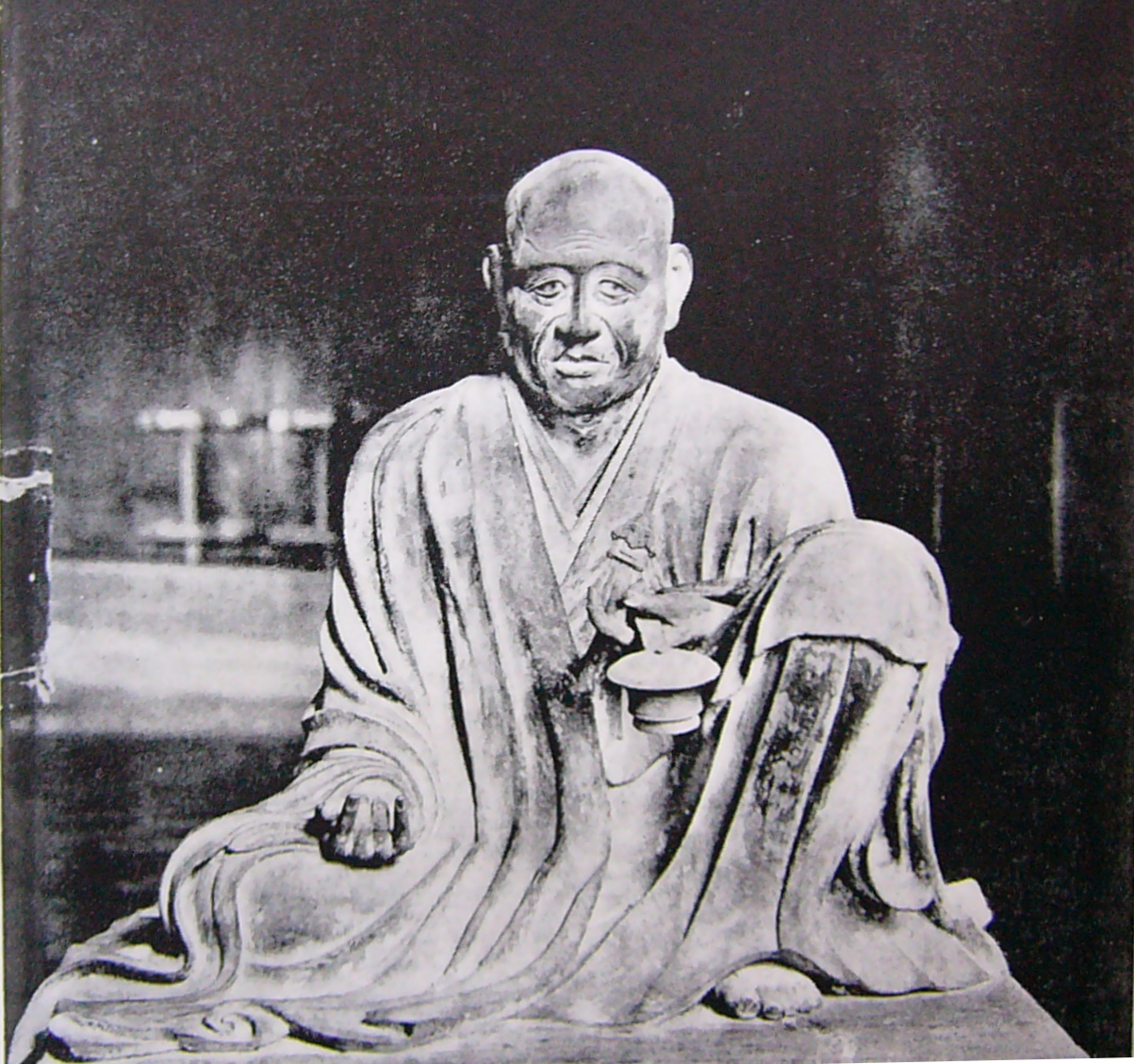
信叡像（寺伝では行賀像）

### 興福寺南円堂諸仏
- 不空羂索観音像（国宝）
- 四天王像（国宝）
- 法相六祖像（国宝）

以上の諸仏は、治承4年（1180年）の平重衡の南都焼き討ち後の再興像で、文治5年（1189年）に完成した。興福寺は藤原氏の氏寺だが、中でも南円堂は藤原氏一門の崇敬が篤く、氏の長者の九条兼実が南円堂諸仏の復興に深く関わっていることは、兼実の日記『玉葉』から知ることができる。
寺伝と、室町時代に六祖像を模した「興福寺蔵法相曼荼羅図」に付された名称が食い違いがある。像の中には台座に銘がある作が3体あり、これらと照合すると法相曼荼羅の名称の方が正しいと考えられる。以下に前者に寺伝、後者を法相曼荼羅における名称を記す（台座名があるものには#）。善珠-善珠#、神叡-基操、常騰-行賀#、玄賓-常騰、行賀-信叡、玄昉-玄賓。興福寺文化財のサイトに画像あり（外部リンク）。

### その他
- 地蔵菩薩坐像（静岡・瑞林寺） 重要文化財

治承元年（1177年）、仏師法橋康慶が小仏師を率いて造立した旨の銘記を有する。銘記の「康慶」の「康」字は当初判読不能とされたが、その後の赤外線による解読によって「康」字であることが確認されている。
- 蔵王権現立像（鳥取・三仏寺） 重要文化財
- 不動明王像 （香川・与田寺） 重要文化財 右肩の剥ぎ面に「僧康慶」の墨書銘あり
- 伎楽面（治道）（奈良・東大寺） - 建久7年（1196年）
- 伎楽面（力士）（京都・神童寺） - 建久7年（1196年）